# باغبان ارکیده
باغبان ارکیده (دانمارکی: Orchidégartneren) یک فیلم تجربی دانمارکی به کارگردانی لارس فون تریه است که در سال ۱۹۷۷ منتشر شد. راوی این فیلم، زیست‌نشانه‌شناس مشهور دانمارکی یسپر هوفمایر بود.